# Мејдан Симеуна Ђака (филм)
Мејдан Симеуна Ђака је српски филм снимљен 1999. године који је режирао Петар Зец, а сценарио је написао Петар Зец на основу приче Петра Кочића.

## Кратак садржај
Тематске разноврсне Кочићеве приповетке Петар Зец је повезао у нит, стварајући основу за драмску причу збивања везаних за Симеуна Ђака. У првом плану налази се збир Симеунових подвига, колико патриотских (обрачун са Хасан-Бегом и аустроугарским капетаном) толико и оних бахатих (са Брадаром). У овим Симеуновим акцијама испољава се сложеност његове природе, између зулумћара и родољуба који зарад слободе свог народа чини храбра дела. 

## Улоге
| Глумац              | Улога                      |
| ------------------- | -------------------------- |
| Слободан Ћустић     | Симеун Ђак                 |
| Александар Берчек   | Давид Штрбац               |
| Данило Лазовић      | Игуман Партеније Давидовић |
| Тихомир Станић      | Аустријски капетан         |
| Жељко Стјепановић   | Мићан                      |
| Небојша Зубовић     | Мрачајски прото            |
| Николина Јелисавац  | Мргуда                     |
| Ружица Сокић        | Наја                       |
| Иван Бекјарев       | Турчин на коњу             |
| Жељка Раковић       | Туба                       |
| Горан Јокић         | Белемез                    |
| Зоран Станишић      |                            |
| Добрица Агатановић  |                            |
| Драгослав Медојевић |                            |
| Данило Попржен      | Зава                       |
| Слађана Зрнић       |                            |
| Борис Савија        |                            |
| Даница Тодоровић    |                            |
| Слободан Перишић    |                            |
| Душко Мазалица      |                            |
| Љубиша Савановић    |                            |
| Јелена Зец          |                            |
| Сагор Мешковић      |                            |
| Александар Бланић   |                            |
| Бошко Ђурђевић      |                            |
| Љиљана Цекић        |                            |
| Томо Јовић          |                            |
| Даниел Ковачевић    |                            |
| Драган Бањац        |                            |
| Божана Ђајић        |                            |
| Жељка Трошељ        |                            |
| Вања Бањац          |                            |
| Ирена Буквић        |                            |
| Ана Ђокић           |                            |